# Bad Schussenried
Bad Schussenried (pronunciación en alemán: /baːt ˌʃʊsn̩ˈʁiːt/ⓘ) es una localidad del Distrito de Biberach, en Baden-Wurtemberg, al sur de Alemania, en plena Selva Negra.
En esta localidad se encuentra la abadía de Schussenried.

## Geografía
Bad Schussenried está situado a orillas del río Schussen, a la misma distancia de Ulm y del Bodensee. Por el municipio pasa el paralelo 48.

## Historia

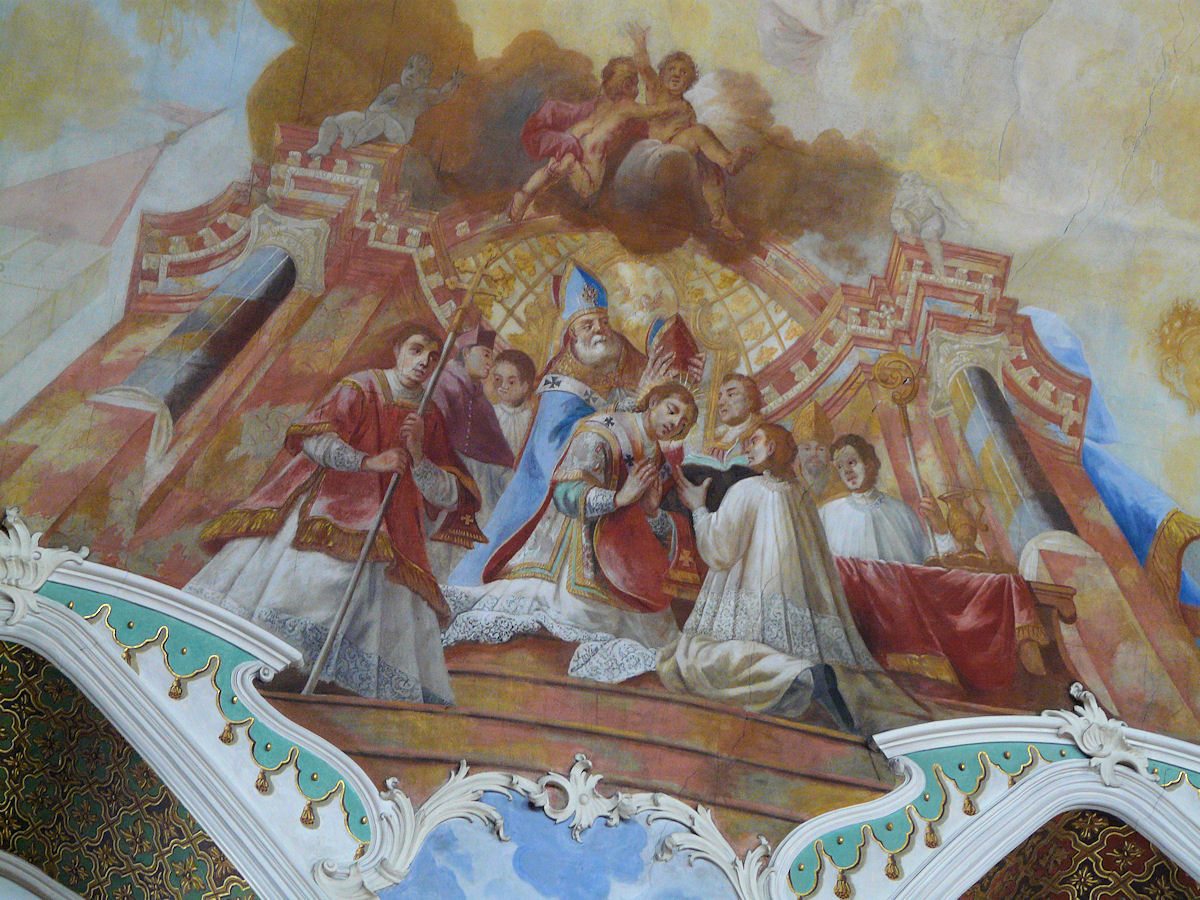
Fresco de Johannes Zick en la Iglesia de San Magno

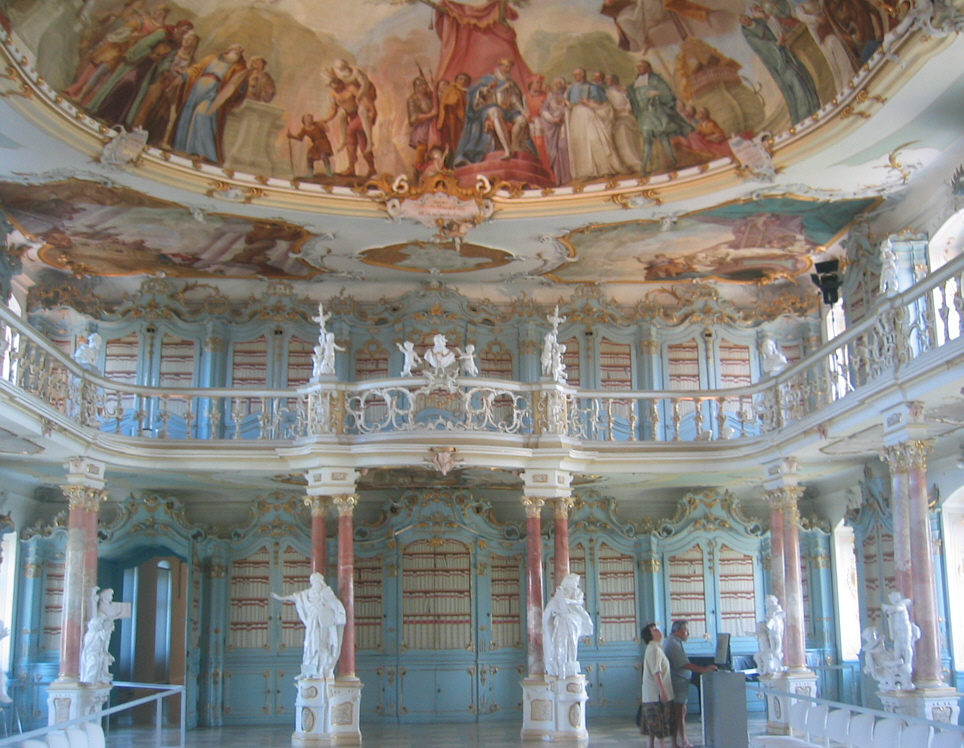
Biblioteca de la abadía.

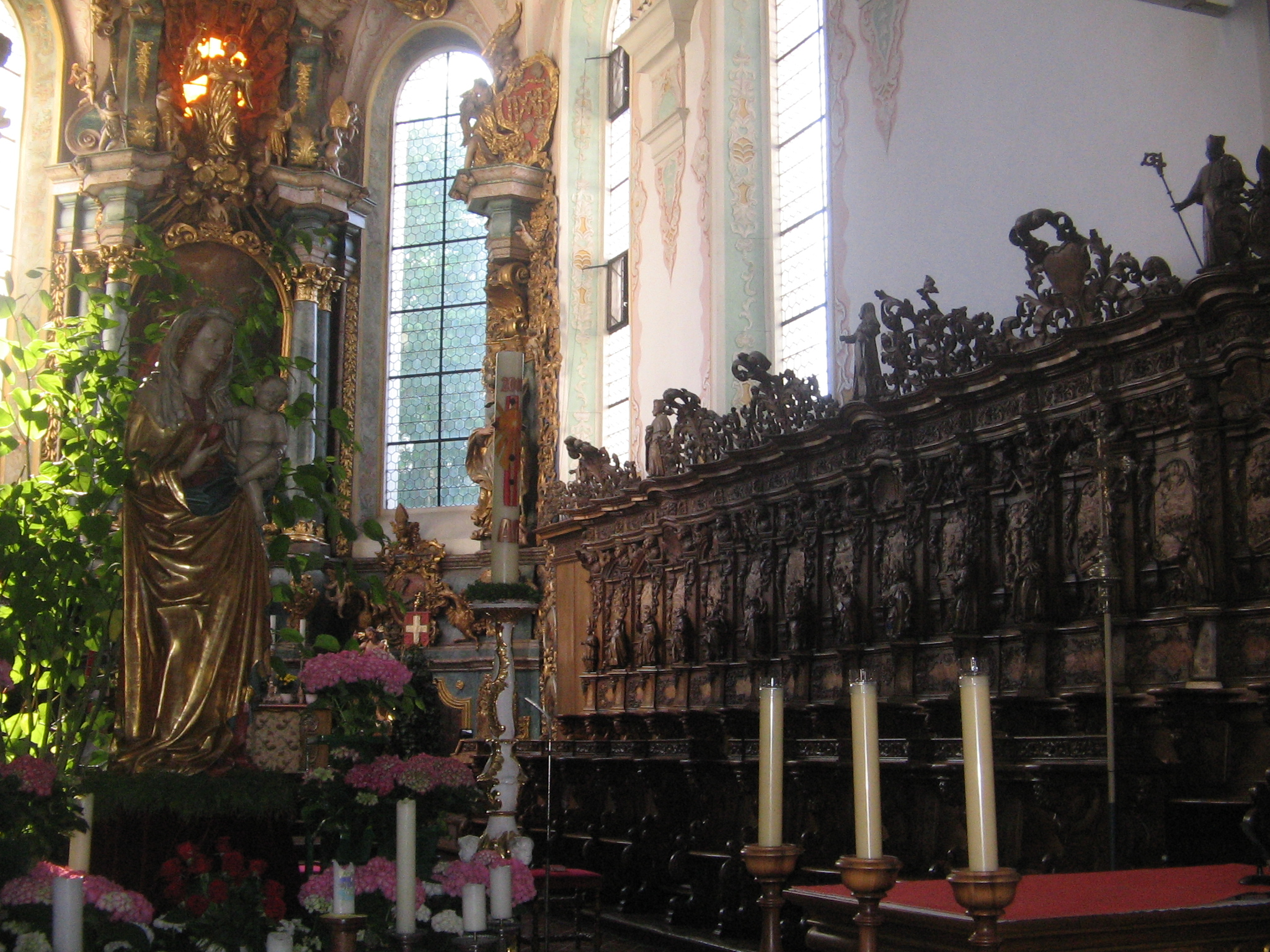
Iglesia de St. Magnus.

Los hallazgos arqueológicos han aportado pruebas de un asentamiento prehistórico en la región. En 1866 se encontró un antiguo campamento de cazadores y recolectores de la Edad de Piedra. Estos fueron los primeros restos del Paleolítico encontrados en Europa Central.
Los arqueólogos descubrieron en 2009 unas ruedas de madera en los depósitos de un antiguo lago, cerca de la excavación de Olzreuter Ried. La madera de arce ha sido fechada alrededor de 2897 a. C. Los hallazgos son únicos para la investigación científica sobre la historia de la tecnología y el transporte.
El nombre del pueblo se menciona por primera vez en 1153, como Shuozenried.
La historia de la ciudad está estrechamente vinculada al monasterio de Schussenried: en 1183, la fundación de la premonstratense se llevó a cabo por los señores Konrad y Beringer. El departamento recibió muchos privilegios, como por ejemplo, en 1521, el Tribunal Superior.
El 25 de febrero de 1803, la abadía imperial fue secularizada y ratificada en la Dieta Imperial. Tres años más tarde, Schussenried se unió al Reino de Württemberg.

## Lugares de interés

### Abadía de Bad Schussenried
Fue construida en 1183 y reconstruida casi por completo en el siglo XVIII, a causa de la Guerra de los Treinta Años. El edificio moderno fue reconstruido en estilo barroco. Dentro de la abadía se encuentra la biblioteca barroca, de una belleza excepcional. Las estanterías están dispuestas en dos plantas. La ornamentación de la sala es una de las más ricas decoraciones del siglo XVIII en las tierras de habla alemana. El fresco del techo, completado por Franz G. Hermann en 1757, muestra en detalle el funcionamiento desconcertante de la sabiduría divina en el Apocalipsis.

### Iglesia de Steinhausen
La iglesia fue construida entre 1728 y 1731 y es el emblema del Barroco de la Alta Suabia. El constructor del monasterio abad Schussenried Didakus, natural de Biberach, fue reprendido por el costo de construcción.